# شرقان
شرقان قرية سوريّة تتبع إداريّاً لمحافظة حلب منطقة عفرين ناحية مركز بلبل، بلغ تعداد سكانها 189 نسمة حسب التعداد السكاني لعام 2004.